# Mongaillardia grandjeani
Mongaillardia grandjeani är en kvalsterart som beskrevs av Calugar och Vasiliu 1984. Mongaillardia grandjeani ingår i släktet Mongaillardia och familjen Amerobelbidae. Inga underarter finns listade i Catalogue of Life.